# Roman Wasiljew
Roman Gawriłowicz Wasiljew (ros. Роман Гаврилович Васильев, ur. 1913 w naslegu tyłłyminskim w obwodzie jakuckim, zm. 3 maja 1991) – radziecki i jakucki polityk, przewodniczący Rady Ministrów Jakuckiej ASRR w latach 1953-1956.
W latach 1930–1937 przewodniczący rejonowego biura komunistycznej organizacji dziecięcej, zastępca przewodniczącego jakuckiego obwodowego biura komunistycznej organizacji dziecięcej, kierownik sektora kształcenia politycznego obwodowego komitetu Komsomołu w Jakucku. W 1938 I sekretarz komitetu miejskiego Komsomołu w Jakucku, 1939-1940 kierownik wydziału propagandy partyjnej redakcji gazety "Kyym", 1941-1943 I sekretarz komitetu rejonowego WKP(b), 1943-1944 kierownik sektora wydziału kadr Komitetu Obwodowego WKP(b) w Jakucku, od 1944 sekretarz Komitetu Miejskiego WKP(b) w Jakucku ds. kadr, następnie do 1948 III sekretarz Komitetu Miejskiego WKP(b) w Jakucku. 1948-1951 słuchacz Wyższej Szkoły Partyjnej przy KC WKP(b), od 1951 do marca 1953 I sekretarz Komitetu Miejskiego WKP(b)/KPZR w Jakucku, a od marca 1953 do kwietnia 1956 przewodniczący Rady Ministrów Jakuckiej ASRR. 1946-1948 dyrektor stanicy maszynowo-traktorowej, 1958-1963 minister przemysłu lokalnego Jakuckiej ASRR, 1963-1965 i 1965-1974 przewodniczący komitetu wykonawczego rady rejonowej. Odznaczony dwoma Orderami Czerwonego Sztandaru Pracy i Orderem „Znak Honoru”.